# 穂波経尚
穂波 経尚（ほなみ つねひさ）は、江戸時代前期から中期にかけての公卿。堂上家（家格は名家、藤原北家高藤流勧修寺庶流）である穂波家初代。

## 経歴
権大納言・勧修寺経広の次男。母は徳永昌純（旗本）の娘。養子に治部卿（非参議）・晴宣。
始め勧修寺経尚、のち海住山経尚（海住山寺に由来する）と称したが、寛文年間に、穂波と改称した。
官位は従二位・権中納言。

## 系譜
- 父：勧修寺経広（1606-1688）
- 母：徳永昌純の娘
- 妻：不詳
- 養子
  - 男子：穂波晴宣 - 勧修寺尹隆の次男